# Ragtime (filme)
Ragtime (bra: Na Época do Ragtime; prt: Ragtime) é um filme estadunidense de 1981, do gênero drama, dirigido por Miloš Forman, com roteiro de Michael Weller baseado no romance Ragtime, de E. L. Doctorow.

## Sinopse
No início do século XX vive o comissário Waldo, o vendedor Tateh, o pianista Walker Jr. e arquiteto White, que fez uma escultura de mulher nua muito parecida com Evelyn, mulher do milionário Harry Thaw, que por isso o odeia.

## Elenco
| Ator                           | Personagem                               |
| ------------------------------ | ---------------------------------------- |
| Debbie Allen                   | Sarah                                    |
| Donald Bisset                  | J.P. Morgan                              |
| Robert Boyd                    | presidente Theodore Roosevelt            |
| James Cagney                   | Rhinelander Waldo                        |
| Thomas A. Carlin               | vice-presidente Charles Warren Fairbanks |
| Jeff Daniels                   | P. C. O'Donnell                          |
| Jeffrey DeMunn                 | Harry Houdini                            |
| Fran Drescher                  | Mameh                                    |
| Brad Dourif                    | irmão                                    |
| Moses Gunn                     | Booker T. Washington                     |
| Frankie Faison                 | membro da gangue                         |
| Samuel L. Jackson              | membro da gangue                         |
| Michael Jeter                  | repórter                                 |
| Robert Joy                     | Harry K. Thaw                            |
| Andreas Katsulas               | policial                                 |
| Bessie Love                    | Old T.O.C. Lady                          |
| Norman Mailer                  | Stanford White                           |
| Elizabeth McGovern             | Evelyn Nesbit                            |
| Kenneth McMillan               | Willie Conklin                           |
| Pat O'Brien                    | Mr. Delphin Delmas                       |
| Donald O'Connor                | instrutor de dança                       |
| James Olson                    | pai                                      |
| Mandy Patinkin                 | Tateh                                    |
| Ethan Phillips                 | guarda                                   |
| John Ratzenberger              | bombeiro                                 |
| Howard E. Rollins, Jr.         | Coalhouse Walker, Jr.                    |
| Ted Ross                       | advogado                                 |
| Mary Steenburgen               | mãe                                      |
| Ron Weyand                     | doutor Muller                            |
| Jack Nicholson (não creditado) | pirata                                   |